# Anisodes confiniscripta
Anisodes confiniscripta là một loài bướm đêm trong họ Geometridae.